# Кам'янський міський ґебіт
Кам'янськи́й міськи́й ґебі́т, окру́га Кам'янське́ (нім. Kreisgebiet Kamenskoje-Stadt) — адміністративно-територіальна одиниця генеральної округи Дніпропетровськ Райхскомісаріату Україна часів Німецько-радянської війни. Адміністративним центром ґебіту було місто Кам'янське.

## Історія
Ґебіт утворено о 12 годині дня 15 листопада 1941 року на території теперішньої Дніпропетровської області у тодішніх межах міста Дніпродзержинськ. Спочатку він так і називався — Дніпродзержинський міський ґебіт (нім. Kreisgebiet Dnjeprodsershinsk-Stadt). 1 серпня 1942 року відбулося перейменування на Кам'янський міський ґебіт. Він складався лише з одного району — відповідно спочатку з Дніпродзержинського міського району (нім. Rayon Dnjeprodsershinsk-Stadt), а з 1 серпня 1942 — міського району Кам'янське (нім. Rayon Kamenskoje-Stadt).
У ґебіті виходило друковане видання «Кам'янські вісті» (4 вересня 1941—1943).
Ґебіт фактично існував до зайняття його адміністративного центру радянськими військами 25 жовтня 1943 року, формально — до 1944 року